# Ahn Young-mi
Ahn Young-mi (em coreano: 안영미, Hanja: 安 英美, nascida em 5 de novembro de 1983), é uma comediante sul-coreana da YG Entertainment.  Ela é ex-membro do elenco do programa de variedades "Real Men".  Em 2018, ela se juntou ao grupo feminino de comédia Celeb Five.

## Filmografia

### Séries de televisão
- Tale of Fairy[3]
- Kill Me, Heal Me (2015) - TV
- A Dynamite Family (2014)
- Happy Together (2013) - TV
- I Can See Your Voice (2013) -TV
- The Winter of the Year was Warm (2012)
- Reply 1997 (2012) - TV

### Programa de televisão
- MBC Radio Star (2019-presente)
- JTBC Gamsung Camping (2020)

## Prêmios e indicações
| Ano  | Prêmio                        | Categoria                                        | Trabalho nomeado                    | Resultado | Ref.  |
| ---- | ----------------------------- | ------------------------------------------------ | ----------------------------------- | --------- | ----- |
| 2018 | 18th MBC Entertainment Awards | Rookie of the Year – Radio (with Choi Wook)      | EAhn Young-mi, Choi Wook's Eheradio | Venceu    | [ 4 ] |
| 2019 | 19th MBC Entertainment Awards | Excellence Award in Music/Talk Category (Female) | Radio Star                          | Venceu    | [ 4 ] |
| 2020 | 20th MBC Entertainment Awards | Popularity Award                                 | Radio Star                          | Venceu    | [ 4 ] |